# Вријеме за бајку
Вријеме за бајку је југословенска телевизијска серија снимљена 1974. године у продукцији ТВ Загреб.

## Улоге
| Глумац          | Улога     |
| --------------- | --------- |
| Миљенко Брлечић | Иванушка  |
| Хелена Буљан    | Принцеза  |
| Златко Црнковић | Отац      |
| Влатко Дулић    | Цар       |
| Борис Михољевић | Водитељ   |
| Душко Валентић  | Водитељ   |
| Круно Валентић  | Дворјанин |

Комплетна ТВ екипа ▼
| Редитељ    | Вишња Ласта |  |
| Композитор | Арсен Дедић |  |